# Libysch-arabisch-afrikanische Vereinigungsprojekte
Das Bestreben des libyschen Revolutionsführers Muammar al-Gaddafi, durch den Zusammenschluss Libyens mit anderen Staaten eine afrikanisch-islamische bzw. arabische Einheit zu erreichen, umfasste in den ersten 25 Jahren seiner Amtszeit (1969–1994) zwölf bilaterale und trilaterale Vereinigungsprojekte mit acht Staaten. Dieses intensive libysche Einheitsstreben stand in der Tradition des Nasserismus, ist darüber hinaus aber auch von einer Gaddafi eigenen Rezeption panarabischer, panafrikanischer und panislamischer bzw. islamisch-sozialistischer Konzeptionen geprägt gewesen.

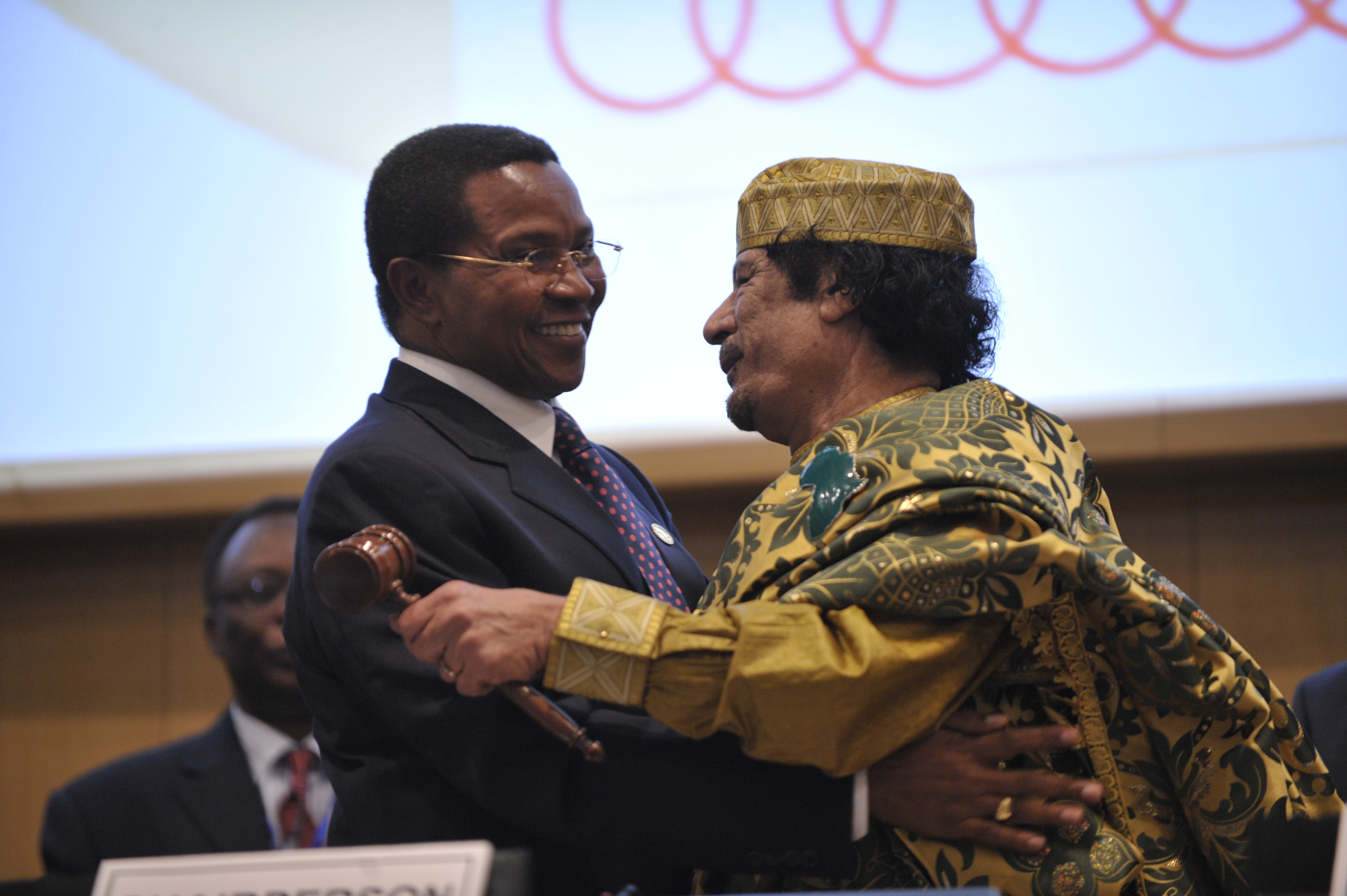
Später Erfolg nach 40 Jahren: 2009 wurde Gaddafi für ein Jahr zum Präsidenten der Afrikanischen Union gewählt

## Vorgeschichte
Der ägyptische Präsident Gamal Abdel Nasser hatte schon 1965 vor einer zu schnellen arabischen Vereinigung ohne vorangegangene wirtschaftliche Integration gewarnt. Nach Ägyptens Niederlage im Sechstagekrieg 1967, die ein Scheitern seiner Politik bedeutete, zog Nasser die ägyptischen Soldaten auch aus dem Nordjemenitischen Bürgerkrieg zurück, von Ägypten gingen zunächst keine Vereinigungsprojekte mehr aus. Libyen trat erst danach als panarabischer Akteur und Initiator arabischer Vereinigungsprojekte in Erscheinung.
Am 1. September 1969 putschte unter Führung Muammar al-Gaddafis eine Gruppe junger, proägyptischer Offiziere in Libyen und stürzte die Monarchie. Bereits im Mai 1969 hatte ein Militärputsch unter Führung Dschafar an-Numairis auch im Sudan ein proägyptisches Regime an die Macht gebracht. Gaddafi, der als glühender Anhänger Nassers auftrat, versuchte sofort, sein Idol für eine Vereinigung Libyens und Sudans mit Ägypten zu gewinnen. Nasser unterstützte Libyen zwar beim Umbau des Bildungssektors und der Verwaltung mit ägyptischen Beratern, gleichzeitig soll er aber aus seiner Geringschätzung für Gaddafi keinen Hehl gemacht und nach dem ersten Treffen der beiden deutlich auf Distanz zu ihm gegangen sein.

## Ausgangssituation
| Vergleich          | Libyen             | Ägypten      | Sudan        | Tunesien     | Tschad      |
| ------------------ | ------------------ | ------------ | ------------ | ------------ | ----------- |
| Einwohnerzahl 1969 | weniger als 2 Mio. | über 30 Mio. | fast 15 Mio. | fast 5 Mio.  | fast 4 Mio. |
| Einwohnerzahl 1994 | über 5 Mio.        | über 60 Mio. | fast 30 Mio. | fast 10 Mio. | über 6 Mio. |

Partner libyscher Unionspläne: mit einigen Staaten kam es zu mehrfachen Einigungsversuchen (dreimal mit Ägypten und Sudan; zweimal mit Syrien; je einmal mit Marokko, Algerien, Tunesien, Malta, Tschad und Palästina)

Objektiv sprachen einige historische und wirtschaftliche Aspekte durchaus für einen Zusammenschluss Libyens mit seinen Nachbarstaaten. Von der Arabisierung bzw. Islamisierung Libyens im 7. Jahrhundert bis zur italienischen Kolonialzeit in der ersten Hälfte des 20. Jahrhunderts hatte der Osten des heutigen Libyen (zumindest Barqa) über viele Jahrhunderte hinweg immer wieder mehr oder weniger zu Ägypten gehört, der Westen Libyens (zumindest Tripolitanien) hingegen meist zu Tunesien. Der erst seit 1951 unabhängige Staat Libyen war und ist wegen seiner kleinen Bevölkerungszahl trotz seines Ölreichtums ein Land mit Arbeitskräftemangel. Seine wirtschaftlich ärmeren Nachbarländer Ägypten, Sudan, Tunesien und Tschad hingegen sind Staaten mit einem Bevölkerungs- bzw. Arbeitskräfteüberschuss. Die sich seit 1959 rasch entwickelnde Ölindustrie Libyens benötigte zunehmend Gastarbeiter aus den Nachbarländern. Gaddafis ausgreifende Bewässerungsprojekte schienen zudem Lebensraum für Millionen zusätzlicher Einwohner zu bieten, während die begrenzten fruchtbaren Gebiete am Nil die wachsende Bevölkerung allmählich kaum noch ernähren können. Die aus dem Ölgeschäft sprudelnden Milliardengewinne versprachen wiederum jene Lücken in den Staatshaushalten Ägyptens und Sudans zu füllen, die die Kriege gegen Israel bzw. gegen südsudanesische Rebellen hinterlassen hatten.

## Panarabisches und panislamisches Einheitsstreben
Pauschal wird zumeist der mit den Ambitionen der jeweiligen Unionspartner rivalisierende Führungsanspruch Gaddafis und seine vermeintliche Unberechenbarkeit als Grund für das Scheitern aller Vereinigungspläne angeführt. Für das jeweilige Scheitern sind aber immer auch spezifisch-politische, wirtschaftliche und historisch-bedingte Besonderheiten mitverantwortlich gewesen, die die beteiligten arabisch-afrikanischen Staaten und ihre Gesellschaften unterscheiden.

### Föderation Arabischer Republiken und Union mit Ägypten (1970–1973)

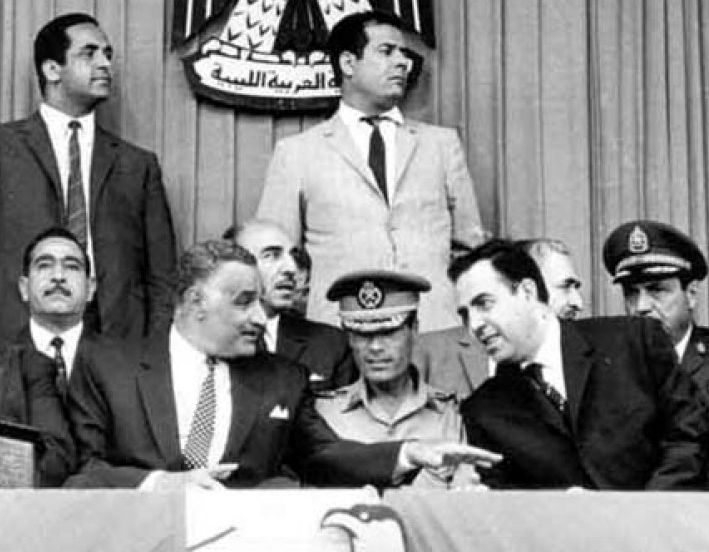
Gaddafi zwischen Nasser (li.) und Atassi (re.) Ende 1969 in Tripolis – ein Jahr später war Atassi gestürzt und Nasser tot

Gaddafis erster Vereinigungsversuch war zugleich Nassers letzter. Auf mehr als ein politisches Aktionsbündnis, eine Revolutionäre Arabische Front mit Libyen und Sudan, ließ sich der ägyptische Präsident aber zunächst nicht ein (Charta von Tripolis, Dezember 1969). Erst im April 1970 kam es zu einer trilateralen Föderationsvereinbarung, doch im September 1970 verstarb Nasser plötzlich.
Den nächsten Schritt vereinbarte Gaddafi mit Nassers Nachfolger Anwar as-Sadat. Ägypten, Libyen und Sudan bildeten Anfang November 1970 eine Vereinigte Politische Führung, die eine Föderation Arabischer Republiken vorbereiten sollte. Nach dem Putsch Hafiz al-Assads schloss sich Ende November 1970 auch das nichtafrikanische Syrien an, woraufhin sich Sudan allmählich zurückzog. Die Föderation wurde im April 1971 stattdessen von Ägypten, Libyen und Syrien geschlossen und trat im Januar 1972 formal in Kraft. Innerhalb der Föderation vereinbarten Gaddafi und Sadat im August 1972 sogar den vollständigen Zusammenschluss ihrer Staaten in einer Union bis September 1973.
Gaddafis und Sadats Beweggründe und Zielsetzungen waren allerdings sehr verschieden. Gaddafi sah sich als ideologischer Erbe Nassers und wollte dessen Nachfolger Sadat auf eine Fortsetzung der Politik Nassers festlegen, doch zunächst war Gaddafi noch zur Unterordnung unter den über 23 Jahre älteren Sadat bereit. Der ebenfalls noch im Schatten von Nassers Charisma stehende Sadat strebte danach, seine Position durch einen erneuten Krieg gegen Israel und die Rückeroberung der unter Nasser 1967 verlorenen Gebiete (Sinai, Gaza) zu festigen. Für diesen Krieg war das ägyptisch-syrische Militärbündnis wichtiger als die Union mit Libyen, welche keine bedeutende militärische Verstärkung darstellte. Auch Syrien war mehr an militärischer Unterstützung zur Rückeroberung der israelisch besetzten Golanhöhen als an einer vollständigen Vereinigung interessiert. Libyen wiederum, das keine Gebiete verloren hatte, hielt einen solchen Krieg für Ressourcenverschwendung und war gerade mit der Eroberung des tschadischen Aouzou-Streifens beschäftigt.
Sadat taktierte und zögerte die Verwirklichung der ägyptisch-libyschen Union immer wieder heraus. Frustriert über die Stagnation des Vereinigungsprozesses versuchte Gaddafi im Juli 1973, die Verwirklichung der Union durch einen friedlichen Einheitsmarsch tausender Libyer nach Kairo zu erzwingen, doch Sadat ließ die Demonstration an der ägyptischen Grenze stoppen, womit die Union faktisch schon gescheitert war. Im Oktober 1973 lösten Ägypten und Syrien den Krieg aus, ohne Libyen in die Vorbereitungen eingebunden oder auch nur konsultiert zu haben. Dennoch sandte Gaddafi unmittelbar nach Ausbruch der Kämpfe etwa 40 libysche Mirage-Kampfflugzeuge und Milliarden von US-Dollars zur Unterstützung. Den infolge des militärischen Patts nach ägyptischer Offensive und israelischer Gegenoffensive abgeschlossenen Waffenstillstand mit Israel lehnte er ab und stoppte deshalb im März 1974 die finanzielle Unterstützung für Ägypten. Sadat holte daraufhin im April 1974 provokativ den von Gaddafi gestürzten libyschen Ex-König Idris nach Kairo. Die Föderation war damit faktisch beendet. Die ägyptisch-libyschen Beziehungen verschlechterten sich rasch und führten schließlich im Juli 1977 zu einem kurzen ägyptisch-libyschen Grenzkrieg, doch erst nach Sadats Jerusalem-Reise im November 1977 verließen Libyen und Syrien auch formal die Föderation.

### Union mit Malta (1972)
Einer der ungewöhnlichsten libyschen Vereinigungspläne war die Union mit dem zwischen Südeuropa und Nordafrika liegenden Inselstaat Malta. Die 1972 von Gaddafi und Maltas sozialistischem Premier Dom Mintoff (Partit Laburista) angekündigte Libysch-Maltesische Bundesrepublik kam jedoch trotz der Zahlung von 1 Milliarde US-Dollar an Malta nie zustande.
Gaddafi und Mintoff betonten dennoch weiterhin die arabischen Wurzeln Maltas. Maltesisch ist ein Ableger des Arabischen, aber unter gemeinsamer (christlicher) Herrschaft standen Tripolis und Malta zuletzt im 16. Jahrhundert. Trotz späterer Phasen zwischenzeitlicher Verstimmungen und christdemokratischer Wahlsiege blieben die Beziehungen während der langen Regierungszeit Mintoffs und auch nach dessen Abgang 1984 mehr oder weniger freundschaftlich, vor allem auch weil sie von gegenseitiger Abhängigkeit geprägt sind. Auch Malta hat einen Arbeitskräfteüberschuss, selbst während der Zeit der westlichen Sanktionen arbeiteten Malteser auf libyschen Ölfeldern und libysche Firmen investierten auf Malta. Vor dem US-amerikanischen Angriff 1986 wurde Libyen von Malta gewarnt. (Gaddafi hielt sich daraufhin nicht in seiner Residenz auf und überlebte so den US-Bombenangriff.) Malta ist heute das EU-Mitglied mit den besten Beziehungen zu Libyen.

### Vereinigte Staaten von Nordafrika (1973) und Arabische Islamische Republik (1974)

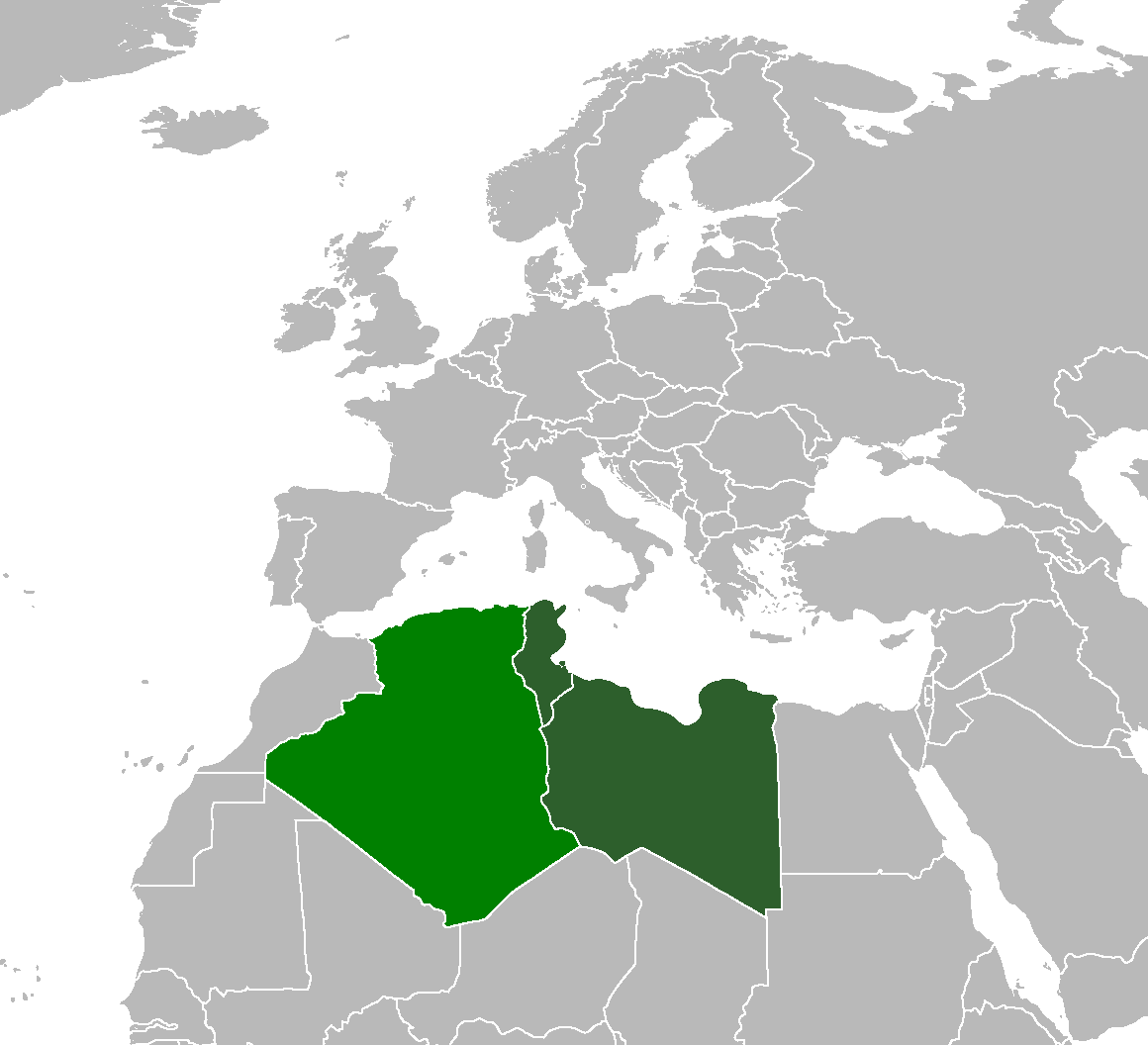
Gaddafis Arabisch-Islamische Republik (dunkler) und Bourguibas Vereinigte Staaten von Nordafrika

Schon im Dezember 1972 hatte Gaddafi den prowestlichen, sozialdemokratischen Präsidenten Tunesiens, Habib Bourguiba, aufgefordert, sein Land an die Föderation Arabischer Republiken anzuschließen, was Bourguiba damals noch abgelehnt hatte. Bourguiba hatte sich jedoch im September 1973 für einen späteren Zusammenschluss Algeriens, Tunesiens und Libyens ausgesprochen („Vereinigte Staaten von Nordafrika“). Nach dem Scheitern der Föderation bzw. der Union Libyens mit Ägypten schlossen der damals 30-jährige Gaddafi und der bereits 70-jährige Bourguiba am 12. Januar 1974 im tunesischen Djerba eine Vereinbarung über die Bildung einer gemeinsamen Arabischen Islamischen Republik, der Bourguiba völlig überraschend doch noch zugestimmt hatte. Obwohl Bourguiba nur drei Tage später nach Widerständen innerhalb seiner alleinregierenden Destur-Partei von der Vereinbarung wieder zurücktrat, indem er am 14. Januar 1974 die für den 20. März 1974 vorgesehene Volksabstimmung auf unbestimmte Zeit verschob, wurde in Libyen die Volksabstimmung am 18. Januar 1974 durchgeführt. Der als panarabisch geltende Außenminister Tunesiens, Muhammad Masmudi, der sich besonders für das Zustandekommen der Vereinigungsvereinbarung eingesetzt hatte, wurde noch im Januar 1974 entlassen. Die libysch-tunesischen Beziehungen verbesserten sich erst wieder 1977 etwas und verschlechterten sich 1980 erneut, als Libyen Unruhen in Tunesien schürte.

### Front der Standhaftigkeit (1977–1980)
Nachdem die Föderation Arabischer Republiken mit der Jerusalem-Reise Sadats im November 1977 endgültig auseinandergebrochen war, lud Gaddafi Syrien sowie andere progressive arabische Regimes zur Bildung einer Front der Standhaftigkeit gegen den 1978 geschlossenen ägyptisch-israelischen Separatfrieden von Camp David ein. Ein anderer Aspekt dieser von Libyen und Algerien inszenierten Frontbildung war das Bemühen Gaddafis um militärischen Schutz vor einer ägyptischen Invasion. Der kurze ägyptisch-libysche Grenzkrieg vom Juli 1977 hatte bereits die hoffnungslose Unterlegenheit der kleinen libyschen Armee gegenüber der zehnmal größeren Streitmacht Ägyptens offenbart. Gaddafi hoffte, die anderen „Standhaftigkeitsländer“ würden gegebenenfalls Truppen zum Schutz seines Regimes entsenden und Libyen so den Rücken während seines Eingreifens in den Tschadischen Bürgerkrieg freihalten. Schließlich holte Gaddafi noch das nichtarabische und nichtislamische (kommunistische) Regime Äthiopiens in die Front.

### Union mit Syrien (1980–1981)

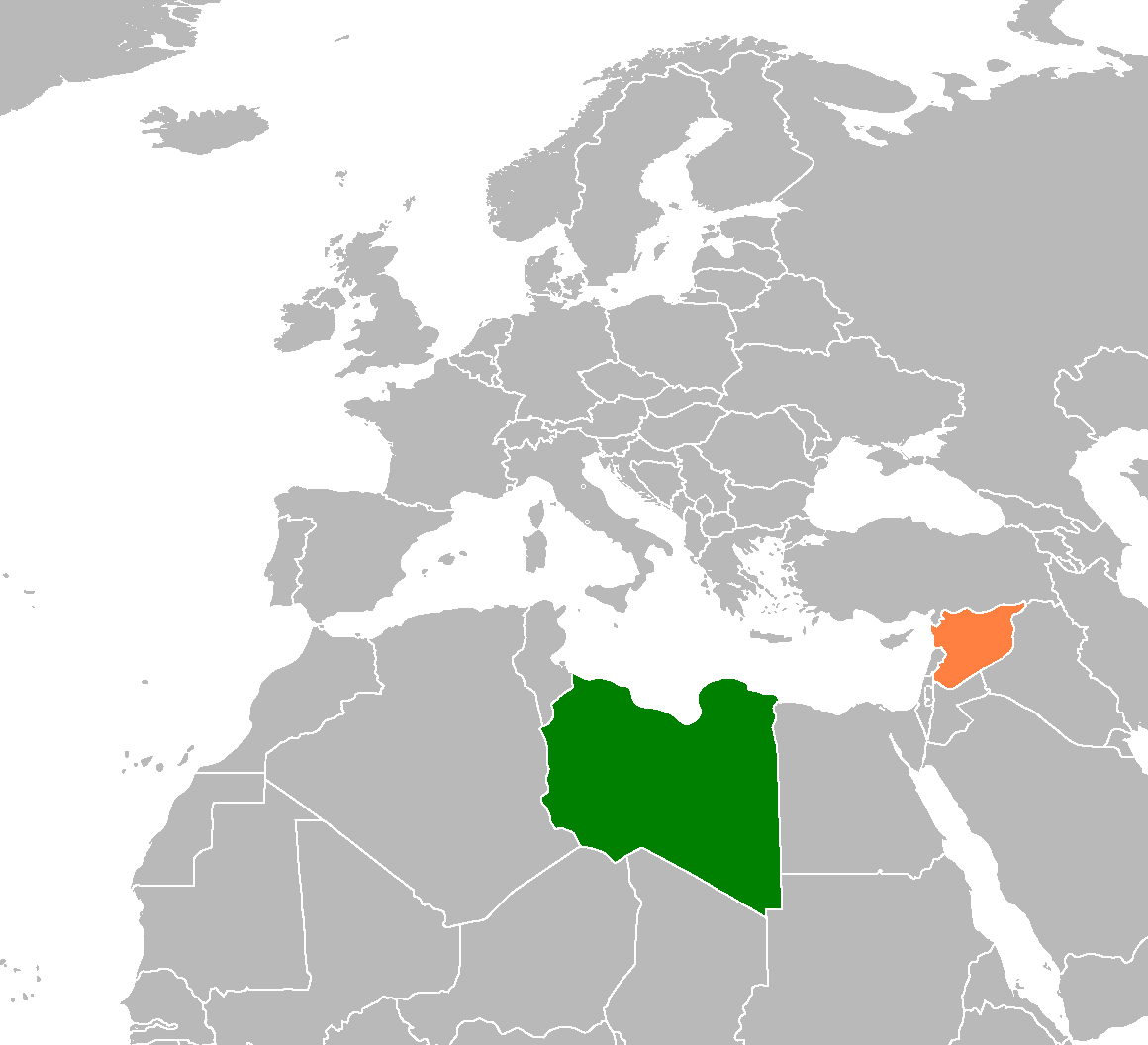
Libyen und Syrien, die Hauptstädte Tripolis und Damaskus liegen 2150 Kilometer entfernt

Syrien hatte nach dem Wegfall des militärischen Bündnispartners Ägypten zunächst Ersatz gesucht im Irak, der bereits 1972 einen Freundschaftsvertrag mit der Sowjetunion geschlossen hatte. Auch unter dem Druck des israelischen Einmarsches in den Südlibanon ab April 1978 wurde am 26. Oktober 1978 vorübergehend eine syrisch-irakische Aussöhnung erreicht und sogar eine Vereinigung beider baathistischen Staaten beschlossen, die jedoch im Juli 1979 scheiterte. Ein erster Aufstand der Muslimbrüder und der sich seit Juli 1980 ankündigende Irakisch-Iranische Krieg verschlimmerte die militärische Lage des isolierten Syrien weiter. In eiliger Parteinahme für den Iran hatte Syrien der (von Nachschub und Ersatzteilen aus den USA abgeschnittenen) iranischen Luftwaffe zahlreiche syrische Kampfflugzeuge „geliehen“. Die Sowjetunion hatte daraufhin die Lieferung weiteren Kriegsmaterials bis zur Begleichung der syrischen Schulden ausgesetzt.
Aus Furcht vor einem Zweifrontenkrieg wandte sich Syrien daher wieder Libyen zu. Gaddafi beglich zunächst gegenüber der Sowjetunion syrische Schulden in Höhe von 1 Milliarde US-Dollar und schlug am 1. September 1980 Assad den Zusammenschluss Libyens und Syriens zu einem sozialistischen Einheitsstaat vor. Assad stimmte dem Vereinigungsvorschlag zu und schon am 10. September wurde eine entsprechende Vereinbarung unterzeichnet, die eine „Organische Union“ bzw. die Verschmelzung beider Staaten binnen eines Monats vorsah.
Die Unterschiedlichkeit Syriens und Libyens erschwerte einen Zusammenschluss grundsätzlich. Anders als noch 1971 war die Etablierung der libyschen Dschamahirija 1980 bereits fortgeschritten. Diese Staatsform war trotz gemeinsamer „sozialistischer Orientierung“ mit dem militärisch-bürokratischen Beamtenstaat Syrien kaum kompatibel. Bei einem libysch-syrischen Gipfeltreffen vom 15. bis 17. Dezember 1980 in Bengasi wurden daher Abstriche am Zeitplan für die Vereinigung gemacht, womit das Projekt faktisch gescheitert war. Gaddafi und Assad beschlossen nur die Einsetzung einer Kommission, die erst einmal eine gemeinsame Verfassung erarbeiten sollte.
Angesichts der Konfrontation zwischen Libyen und der US-Flotte im Golf von Syrte im August 1981 erklärte Assad zwar erneut seine Solidarität mit Libyen, und Gaddafi verhandelte in Syrien noch immer über die Union, militärisch jedoch stand Libyen in diesem Konflikt und beim Bürgerkrieg im Tschad ebenso allein wie Syrien bei der israelischen Annexion der Golanhöhen im Dezember 1981 bzw. beim Aufstand der Moslembrüder in Hama und beim Libanonkrieg 1982. Dennoch trat das libysch-syrische Oberste Politische Komitee noch am 20. Mai 1985 zu einer (letzten) gemeinsamen Sitzung zusammen, Libyen gehörte zu diesem Zeitpunkt aber bereits einer anderen Union an (Arabisch-Afrikanische Föderation mit Marokko). Syrien hat sich seitdem an keinerlei weiteren Einigungsprojekten mehr beteiligt. Im Gegensatz zu den meisten anderen Unionsprojekten mit Libyens Nachbarstaaten führte das Scheitern des libysch-syrischen Projekts nicht zur Verschlechterung der Beziehungen zwischen Libyen und Syrien – auch nicht während des Kuwait-Krieges 1990/91, als Syrien sich der antiirakischen Koalition anschloss, Libyen aber eine proirakische Haltung einnahm.

### Vereinigte Sahel-Staaten und Union mit dem Tschad (1981–1984)
| Vergleich          | Libyen   | Burkina Faso | Mali    | Niger   | Sudan     | Tschad  |
| ------------------ | -------- | ------------ | ------- | ------- | --------- | ------- |
| Anteil der Muslime | 96–100 % | 50–60 %      | 80–90 % | 80–95 % | etwa 70 % | 50–55 % |

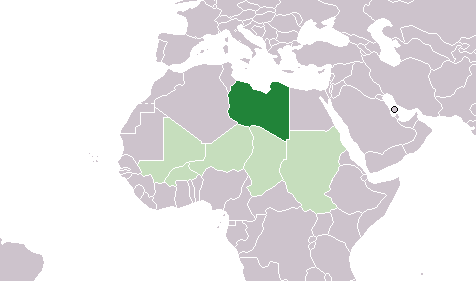
Libyen und die Sahel-Staaten Mali, Burkina Faso, Niger, Tschad und Sudan

Nach dem vorläufigen Scheitern der panarabischen Einigungspläne widmete sich Gaddafi zunächst der panislamischen Mission in den angrenzenden afrikanischen Sahel-Staaten und folgte damit zumindest indirekt einer Mission, die schon im 19. Jahrhundert von libyschen Senussi begonnen worden war. Dabei konzentrierte er sich auf das südliche Nachbarland Tschad, dessen sehr dünn besiedelte Nordregionen vor der französischen Kolonialherrschaft (1899/1907–1960) von den Senussi dominiert worden waren. Gaddafis Mission wurde allerdings seit seiner Verdammung durch die Islamische Weltliga (1983) erschwert.
Im Schatten des Tschadischen Bürgerkriegs annektierte Libyen 1973 den Aouzou-Streifen und unterstützte 1979 die gegen die Regierung in N’Djamena kämpfenden FROLINAT-Rebellen um den aus dem Nordtschad stammenden Goukouni Oueddei. Zu diesem Zweck hatte Gaddafi 1974 die „Islamische Legion“ geschaffen – eine von Libyen ausgebildete, ausgerüstete und finanzierte Art Fremdenlegion muslimischer Revolutionäre und nichtmuslimischer Söldner vor allem aus Westafrika.

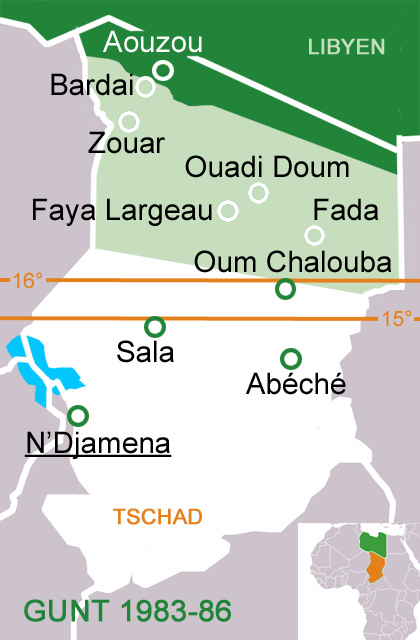
Von Libyen und Verbündeten kontrollierte Gebiete während des Tschadischen Bürgerkriegs

Mit Hilfe libyscher Truppen übernahm Oueddei 1980 als Präsident einer Übergangsregierung (GUNT) die Macht in N’Djamena. Die 1981 verkündete Union mit Libyen aber isolierte Oueddei, nach dem Abzug der Libyer wurde er 1982 mit französischer Hilfe von Verteidigungsminister Hissène Habré gestürzt und nach Norden vertrieben. Eine erneute libysche Invasion zugunsten Oueddeis wurde 1983 und 1984 durch direktes französisches und zairisches Eingreifen gestoppt („Operation Manta“). Nördlich der von Frankreich festgelegten „roten Linie“ (zuerst 15. bzw. ab 1984 dann 16. Breitengrad) aber konnte Oueddeis GUNT sich in Faya-Largeau sowie der gesamten Borkou-Tibesti-Region behaupten und ein mit Libyen verbündetes bzw. von Libyen abhängiges Regime errichten. Im nordtschadischen Ouadi Doum errichteten die Libyer eine Luftwaffenbasis, in Bardai residierte die GUNT-Gegenregierung. Bei GUNT-internen Kämpfen förderte Gaddafi 1986 den arabischstämmigen Acheikh ibn Oumar gegen den erfolglosen Oueddei, während sich Oueddei zunächst mit Habré, dann aber wieder mit Gaddafi und Ibn Oumar aussöhnte. Sofort griffen tschadische Truppen in die Kämpfe ein und mit französischer Hilfe vertrieben sie die Libyer bis 1987 aus dem gesamten Norden des Landes („Operation Epervier“ 1986, „Toyota wars“ 1987). Allein den Aouzou-Streifen konnte Gaddafi nach einer libyschen Gegenoffensive zunächst noch behaupten. 1988 verbündete sich auch Ibn Oumar mit Habré, so dass sich Libyen 1989 gezwungen sah, die Entscheidung über den Aouzou-Streifen dem Internationalen Gerichtshof zu überlassen.
Ähnlich Nassers Eingreifen in den Nordjemenitischen Bürgerkrieg (1962–1967) hatte auch Gaddafis Tschad-Abenteuer Libyen überfordert und nur Verluste eingebracht: Die kleine Armee war geschwächt, der Krieg hatte mehrere Milliarden US-Dollar und viel internationales Ansehen gekostet.
Ebenso erfolglos blieben Gaddafis Versuche, in Niger, Mali oder dem Sudan durch Putschversuche und die Unterstützung von Rebellengruppen prolibysche Regime an die Macht zu bringen, die sich dann wiederum mit Libyen zu den „Vereinigten Staaten des Sahel“ oder den „Vereinigten Staaten von Nordafrika“ zusammenschließen sollten. Malis und Nigers Tuareg-Rebellen bot Gaddafi wiederholt Libyen als Rückzugsgebiet an und erklärte Libyen sogar zu deren vermeintlicher Urheimat. In Zentralafrika und Uganda intervenierten libysche Truppen vergeblich zur Unterstützung der Regime Bokassas und Idi Amins (später auch zugunsten Patassés). Allein in Burkina Faso errichtete Gaddafis Bewunderer Thomas Sankara 1983 ein mit Libyen verbündetes Regime, das Gaddafi stolz als „die zweite Dschamahirija in der Welt“ bezeichnete. Mit der Ermordung Sankaras 1987 durch prowestliche Putschisten endete allerdings auch dieses Bündnis.

### Arabisch-Afrikanische Föderation (1984–1986)

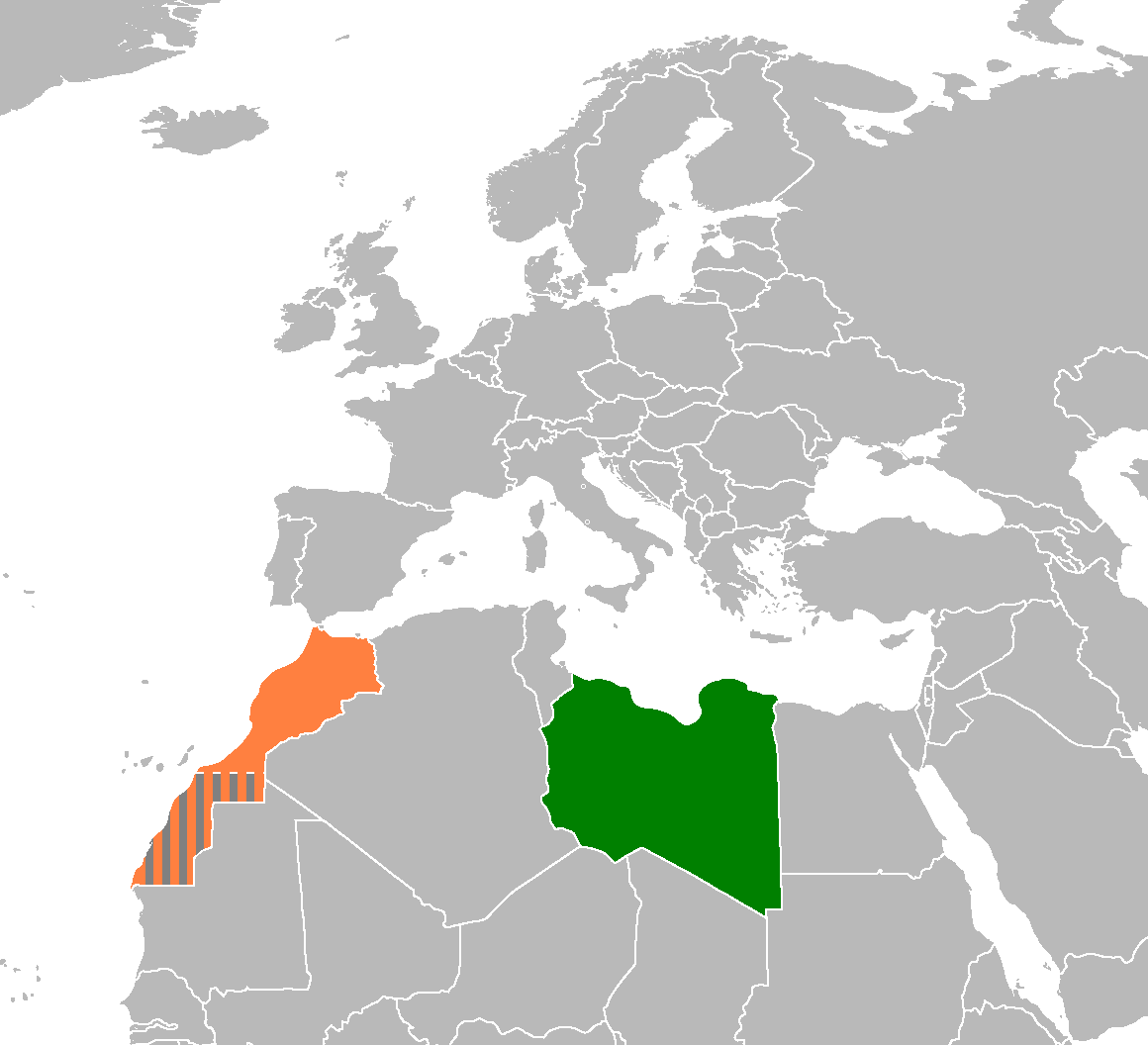
Marokko und Libyen, die Hauptstädte Rabat und Tripolis liegen 1700 Kilometer entfernt

Die Idee einer Vereinigung Marokkos und Libyens in einer Union ging eher von König Hassan II. als von Gaddafi aus. Das war zunächst umso überraschender, weil Libyen 1971/72 zwei republikanische Putschversuche in Marokko und seit 1979 die gegen Marokko kämpfende Frente Polisario unterstützt hatte.
In der Region waren beide Staaten um 1984 mehr oder weniger isoliert – Marokko wegen des Westsaharakonflikts, Libyen wegen der zunehmenden Konfrontation mit der US-Mittelmeer-Flotte in der Großen Syrte sowie wegen der libyschen Unterstützung für Rebellen im Tschad und im Südsudan. 1982 und 1983 hatten Ägypten und Sudan bestimmte Integrationsschritte und Militärkooperationen unternommen, die sich vor allem gegen Libyen richteten. POLISARIO-Hauptförderer Algerien wiederum hatte 1983 eine Allianz mit Tunesien und Mauretanien geschlossen, die sich zwar hauptsächlich gegen Marokko richtete, aber auch Libyen ausschloss. 1984 sah sich Marokko gezwungen, aus der Organisation für Afrikanische Einheit auszutreten, die sich ebenfalls auf die Seite der POLISARIO gestellt hatte.
Die am 13. August 1984 im ostmarokkanischen Oujda geschlossene Arabisch-Afrikanische Föderation (wörtlich eigentlich: Arabisch-Afrikanische Union) Marokkos und Libyens wurde durch Volksabstimmungen in beiden Ländern mit jeweils über 97 % bestätigt. Am 7. Juli 1985 konstituierte sich in Rabat ein gemeinsames Parlament mit je 60 marokkanischen und libyschen Abgeordneten. Doch auch ein gemeinsamer Präsidentschaftsrat, ein gemeinsamer Exekutivrat, ein gemeinsames Generalsekretariat und ein gemeinsamer Gerichtshof führten faktisch zu keinerlei Verschmelzung der ungleichen Partner. Die wohlhabende, antiwestliche und sozialistisch-orientierte Volksrepublik gab der verarmten, konservativen und prowestlichen Monarchie aber Wirtschaftshilfe, im Gegenzug dazu vermittelte Marokko zwischen Frankreich und Libyen ein Stillhalteabkommen, das den Tschad faktisch entlang des 16. Breitengrads teilte. Libyen wiederum stellte seine Unterstützung für die POLISARIO ein, ohne jedoch die Anerkennung der Sahara-Republik zurückzunehmen. Drei Tage vor seinem Sturz im April 1985 behauptete der sudanesische Militärdiktator Dschafar an-Numairi, Gaddafi habe ihm 5 Milliarden US-Dollar für einen Beitritt auch des Sudan zur Arabisch-Afrikanischen Föderation angeboten.
Die auf Konfrontation mit Libyen ausgerichtete US-Politik der Regierung Reagan konnte oder wollte Marokko kaum beeinflussen. Wegen des US-amerikanischen Embargos gegen Libyen kam im Januar 1986 zwar nochmals der gemeinsame Wirtschaftsausschuss der Föderation zusammen, doch die US-Angriffe vom März 1986 und April 1986 konnte oder wollte Marokko nicht abwenden. Libyen warf Marokko vor, den von Großbritannien kommenden US-Bombern den Überflug gestattet zu haben (anders als etwa Frankreich, Italien oder Spanien). Damit war die Föderation faktisch gescheitert; Libyen begann, sich mit Marokkos Gegner Algerien zu versöhnen. Zum endgültigen Bruch kam es erst, als König Hassan am 22. Juli 1986 den damaligen israelischen Premier Schimon Peres zu (ergebnislosen) Gesprächen in Marokko empfing. Bei einem Besuch des syrischen Präsidenten Assad in Tripolis verurteilte Gaddafi am 24. August 1986 das marokkanisch-israelische Treffen als Verstoß gegen den Föderationsvertrag. Daraufhin kündigte Hassan am 28. August 1986 per Telegramm die Föderation.

### Arabische Union (1985) und Integration mit dem Sudan (1986)
Mit dem Sturz Numairis hatte sich seit April 1985 zunächst die Chance auf eine Verbesserung bzw. Wiederherstellung der Beziehungen zum Sudan ergeben. Am 11. Juni 1985 schlug Gaddafi vor, die Arabische Liga in eine Arabische Union mit gemeinsamen legislativen, exekutiven und judikativen Organen umzuwandeln. Vorbild waren die Europäischen Gemeinschaften (aus denen später die Europäische Union wurde) bzw. das Europäische Parlament, die Europäische Kommission usw.

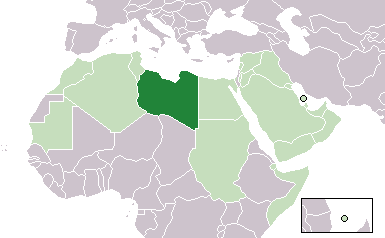
Libyen und die Arabische Liga

Der Vorschlag wurde noch am gleichen Tag dem Föderationspartner Marokko sowie Sudan, am 12. Juni Syrien und am 13. Juni Jordanien unterbreitet. Am 23. Juni 1985 erklärte Gaddafi, der libysche Vorschlag sei bereits bei Syrien, Saudi-Arabien und der Jemenitischen Arabischen Republik (Nordjemen) auf Zustimmung gestoßen. Am 6. Juli 1985 stimmte auch der Föderationspartner Marokko zu. Daraufhin schuf Libyen eine „arabische Staatsbürgerschaft“ für alle in Libyen lebenden Staatsangehörigen arabischer Bruderländer, wies aber ab dem 5. August 1985 jene nichtlibyschen Araber aus, die diese Staatsbürgerschaft nicht annehmen wollten (offiziell, um weiteren Devisenabfluss zu verhindern). Bis zum 13. Oktober 1985 waren von den Ausweisungen 100.000 Bürger arabischer Staaten, vor allem Tunesiens (30.000) und Ägyptens, aber auch des verbündeten Syriens, betroffen. Ausgenommen von den Ausweisungen waren nur Gastarbeiter aus Marokko und Sudan.
Nach der Aufkündigung der Föderation mit Marokko warb Gaddafi bei einem Besuch in Khartum erneut für seinen Arabischen Unionsplan und schlug dem sudanesischen Premierminister Sadiq al-Mahdi am 9. September 1986 zudem eine bilaterale Union vor. Al-Mahdi wies jedoch darauf hin, dass nach der langen Zeit der Diktatur zuerst die innere Einheit des Sudans durch eine Friedenslösung für den Südsudan und die Demokratisierung des gesamten Landes erreicht werden müsse.

### Union mit Algerien (1987) und Union des Arabischen Maghreb (1989)
Obwohl es keine nennenswerte gemeinsame Geschichte Libyens und Algeriens gibt, so waren die objektiven Gemeinsamkeiten zwischen den beiden Nachbarstaaten größer als jene Libyens mit allen anderen Nachbarn. Wie Libyen profitierte auch Algerien von reichen Erdöl-, vor allem aber Erdgasvorkommen, und im Gegensatz etwa zu Tunesien oder Ägypten war Algerien in seiner „sozialistischen Orientierung“ ähnlich weit fortgeschritten wie Libyen. Wie Libyen hatte auch Algerien weitreichende Bewässerungs- und Begrünungsprogramme in der Sahara begonnen. Doch das Algerien des Jahres 1987 war nicht mehr so radikal „revolutionär“ wie 1977, als es mit Libyen die Front der Standhaftigkeit gebildet hatte oder 1967, als es Ägypten mit seiner Luftwaffe unterstützt und zur Fortsetzung des „Volkskrieges“ gegen Israel gedrängt hatte. Algeriens Präsident Houari Boumedienne war 1978 gestorben, sein Nachfolger Chadli Bendjedid kämpfte innenpolitisch gegen eine Wirtschaftskrise und einen erstarkenden Islamismus sowie außenpolitisch gegen Marokkos Herrschaft über die Westsahara. Erste Integrationsvorschläge hatte Libyen schon 1975, 1981 und 1982 gemacht. Mit dem Auseinanderbrechen der Arabisch-Afrikanischen Union verbesserten sich die zwischenzeitlich getrübten algerisch-libyschen Beziehungen wieder, bereits nach den US-Angriffen im März 1986 und April 1986 hatte Algerien seine uneingeschränkte Solidarität mit Libyen erklärt.

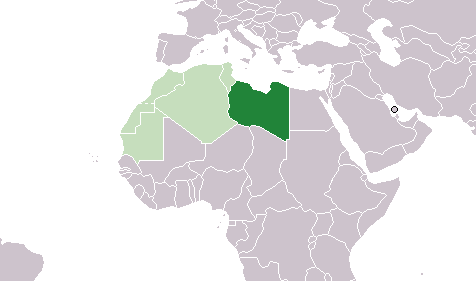
Union des Arabischen Maghreb (einschließlich des Gebiets der umstrittenen Westsahara)

Initiativen zur Vereinigung beider Staaten gingen jedoch vor allem von libyscher Seite aus, weniger sogar von Gaddafi selbst als von seinem Schwager und Stellvertreter Abd as-Salam Dschallud. Schon im Februar 1986 hatte er bei seinem Algerienbesuch von einem Einigungsschritt gesprochen, was Gaddafi im März 1986 wiederholte. Bei einem weiteren Besuch in Algerien im Juni 1986 bezeichnete Dschallud eine algerisch-libysche Union als „einzige Waffe des Überlebens“. Bei einem Treffen in Libyen im Dezember 1986 sprachen Gaddafi und Bendjedid über eine mögliche Union, und am 14. Juni 1987 führte Dschallud in Algier offizielle Gespräche über eine Integration beider Staaten. Beim Besuch Gaddafis in Algier am 28. Juni 1987 sprach sich auch Bendjedid für eine wirtschaftliche Union aus, äußerte aber Vorbehalte gegenüber einer vollständigen politischen Integration. Das Zentralkomitee der Algerien alleinregierenden Einheitspartei FLN zog daraufhin seinen bereits ausgearbeiteten Vorschlag für eine Union zurück. Das für den 1. November 1988 vorgesehene Referendum über die Einheit wurde abgesagt.
Dennoch wurden 1986 und 1987 diverse Vereinbarungen über eine Vereinheitlichung der Transport- und Energieinfrastruktur, der Bildung und Massenmedien, des Tourismus, des Gesundheitswesens, über eine gemeinsame Bank, gemeinsame Firmen usw. geschlossen. Die algerisch-libyschen Beziehungen verschlechterten sich nur kurz nach der Wiederaufnahme der diplomatischen Beziehungen zwischen Algerien und Ägypten, was von Libyen am 24. November 1987 scharf kritisiert wurde. Algerien allerdings lud 1988 Libyen zum Anschluss an das algerisch-tunesisch-mauretanische Dreierbündnis ein, woraus nach einer vorübergehenden Aussöhnung auch mit Marokko 1989 die Union des Arabischen Maghreb hervorging. Die Maghreb-Union war nie als Unionsstaat oder Staatenunion gedacht (wie von Libyen vorgeschlagen), sondern als Wirtschaftsbündnis und politische Allianz zur Abwehr des Islamismus konzipiert worden. Gaddafis am 21. Mai 1989 auch an die Sahel-Staaten Sudan, Tschad, Niger und Mali gerichteter Aufruf, der Union beizutreten, stellte den arabischen und regionalen Charakter der Union infrage. Die Union des Arabischen Maghreb blieb wegen ihrer ungelösten inneren Probleme und Gegensätze (z. B. Westsaharakonflikt) bis heute ineffektiv und wurde 2003 von Gaddafi für gescheitert erklärt.

### Union mit Palästina (1988)
Nachdem die palästinensisch-jordanischen Konföderationsgespräche 1982–1985 ergebnislos geblieben waren, verkündete Jordaniens König Hussein I. 1988 überraschend die Beendigung sämtlicher rechtlichen und administrativen Bindungen mit dem seit 1967 von Israel besetzten Westjordanland zugunsten der Palästinensischen Befreiungsorganisation (PLO). Er entließ daher die bis dahin von Jordanien weiterbezahlten palästinensischen Beamten in den besetzten Gebieten. Sofort bot Gaddafi an, die Besoldung der Beamten zu übernehmen und schlug auch gleich noch eine zukünftige Union Palästinas mit Libyen vor. Die PLO lehnte ab. Nach zähen Verhandlungen mit Hussein wurde eine Übergangslösung erreicht, Jordanien bezahlte die Beamten vorübergehend weiter. Schließlich übernahm die PLO die Besoldung und rief Ende 1988 im algerischen Exil den Staat Palästina aus, der von Libyen, Jordanien und über 100 weiteren Staaten (u. a. der Deutschen Demokratischen Republik und dem Vatikan) anerkannt wurde.

### Union mit dem Sudan (1990–1994)

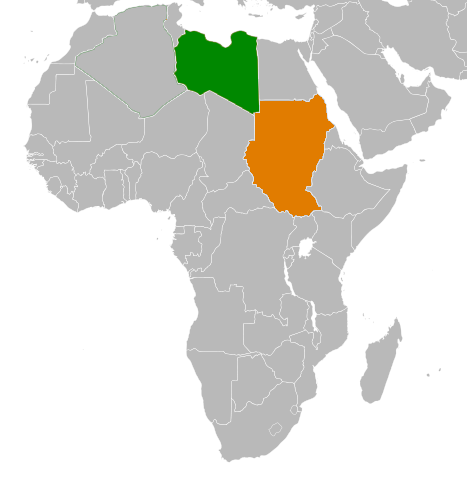
Libyen und Sudan, die Hauptstädte Tripolis und Khartum liegen 2740 Kilometer entfernt.

Nach Numeiris Sturz hatte Sudans Premierminister Sadiq al-Mahdi zwar 1985 die mit Sadats Nachfolger Hosni Mubarak vereinbarte vollständige Integration abgesagt, doch 1986 auch Gaddafis Avancen abgewiesen. Als Libyen im Kampf um den Tschad 1987 die „Islamische Legion“ vom Sudan aus einsetzen wollte, verschlechterten sich die libysch-sudanesischen Beziehungen wieder. Der Sturz al-Mahdis durch General Omar al-Baschir bot 1989 die Chance für einen neuen Vereinigungsanlauf. Seit Baschirs Putsch waren auch im Sudan Volkskomitees nach dem Vorbild der libyschen Dschamahirija geschaffen worden. Baschir, der sich sowohl in Ägypten als auch in Libyen um Militärhilfe gegen die südsudanesischen Rebellen bemühte, unterzeichnete am 5. März 1990 bei einem Kurzbesuch in Tripolis mehrere Verträge mit dem Ziel, eine Union Libyens mit Sudan zu errichten. Ein gemeinsamer Oberster Rat, ein gemeinsames Ständiges Sekretariat und ein gemeinsamer Ministerrat sollten innerhalb von vier Jahren eine vollständige Integration vorbereiten. Bei einem Besuch Gaddafis in Khartum am 11. Juli 1990 folgten weitere Protokolle, und am 1. September 1990 unterzeichneten Gaddafi und Baschir in Tripolis eine „Charta der Integration“. Am 26. Oktober 1990 forderte Gaddafi (nach anderen Angaben Baschir) auch Mubarak zur Teilnahme an diesem Unionsprojekt auf, doch Ägypten lehnte ab.
Erster Erfolg der libysch-sudanesischen Allianz war der Sturz des Habré-Regimes im Tschad. Vom Westsudan (Darfur) fiel die „Islamische Legion“ in den Osttschad ein und brachte 1990 Idriss Déby in N’Djamena an die Macht, Frankreich intervenierte nicht. Libyen schloss mit dem Tschad ein Freundschaftsabkommen und gab nach dem internationalen Schiedsspruch den Aouzou-Streifen zurück. Schließlich vereinbarten Gaddafi, Baschir und Deby eine Vereinigte Politische Führung. Die Integration Libyens und des Sudan kam dennoch nicht voran. Am 31. März 1993 kamen Gaddafi und Baschir bei einem Treffen in Tripolis deshalb darin überein, intensiver an der Vereinigung zu arbeiten.
Nach Verstreichen der vereinbarten Frist aber waren die Verbündeten 1994 wieder verstritten. Libyen wies jede Schuld an der Spaltung der Araber von sich und 300.000 illegale sudanesische Gastarbeiter aus. Die sudanesische Seite wiederum sprach noch 1995 lediglich von „Verzögerungen“ und ihre Botschaft in Wien überraschte damals mit der Ausrede, man warte nun vielmehr auf den Beitritt des Irak zu dem Projekt. Die irakische Botschaft dementierte ebenso überrascht, die Einheit der Araber werde so nie zustande kommen. Tatsächlich hatte sich nach dem Kuwait-Krieg eine Zusammenarbeit zwischen den drei Staaten angebahnt. Libyen und Sudan litten unter einem diplomatischen und Luftverkehrs-Embargo, Irak unter Flugverbotszonen und Sanktionen. Obendrein hatten die USA einen Handelsboykott über Libyen und den Irak verhängt. Seit 1992 florierte an der kurzen libysch-sudanesischen Grenze nicht nur Schmuggel, sondern auch offizieller Grenzhandel. Den UNO-Auflagen zuwider wurde die Wiederaufnahme der Flugverbindungen angestrebt, auch mit dem Irak wollte Libyen im Luftverkehr via Jordanien diverse Güter und Hilfe austauschen. Gaddafi versicherte Saddam Hussein gegen eine neue US-amerikanische Aggression wohlwollende Sympathie. Sudanesisch-irakische Embargoverletzungen wiederum wurden über Jemen abgewickelt, dort war auch die libysche Botschaft aufgestockt worden. Stattdessen aber kam es 1995 noch einmal zu einer Neuauflage der Vereinigten Politischen Führung zwischen Libyen, Sudan und Tschad, ohne dass jedoch eine vollständige Vereinigung vereinbart wurde.
Mit dem Beginn der Förderung von Erdöl im Tschad machte sich ab 2003 Deby von Gaddafi unabhängig. Die Beziehungen zu Libyen und zum Sudan verschlechterten sich erneut, als Tschad die Ölkonzessionen US-Firmen überließ und im Darfur-Konflikt auf den US-Kurs einschwenkte. Da die Gewinne aus dem Ölgeschäft fast nur dem Präsidentenclan, kaum jedoch dem Land zugutekamen, bildeten sich erneut Rebellenbewegungen, die von Libyen, vor allem aber vom Sudan unterstützt werden.

## Afrikanische Union

Seit 1999 widmete sich Libyen dem Aufbau der Afrikanischen Union

Bereits 1982 hatte sich Gaddafi zum Vorsitzenden der OAU wählen lassen wollen, war jedoch am Misstrauen der meisten Sahel-Staaten gescheitert. Viele afrikanische Staaten hatten wegen Gaddafis Einmischung in den Tschadischen Bürgerkrieg die Beziehungen zu Libyen abgebrochen, als Kompromiss wurde Daniel arap Moi wiedergewählt (das einzige Mal in der OAU-Geschichte hatte deshalb ein Präsident zwei Jahre hintereinander amtiert). Bei einem Besuch in Burundi und Ruanda erklärte Gaddafi im Mai 1985 in der Hauptmoschee von Kigali, der Islam sei die Religion Afrikas, das Christentum hingegen sei die Religion des Kolonialismus und der Juden, Christen seien Eindringlinge in Afrika. Nach dem Scheitern auch seines letzten panarabischen bzw. panislamischen Vereinigungsprojekts (Libyen-Sudan) widmete sich Gaddafi faktisch nur noch der panafrikanischen Einheit. Zunächst gründete Libyen 1998 mit jenen fünf Staaten, die es einst für seine „Vereinigten Staaten des Sahel“ vorgesehen hatte, die Gemeinschaft der Sahel-Saharanischen Staaten, die aber nur ein Handelsbündnis darstellt. Auch nach dem Beitritt weiterer Staaten finanzierte Libyen zunächst 75 % der Kosten der Staatenorganisation.
Angesichts der jahrzehntelangen Erfolglosigkeit der OAU (sie hatte keines der afrikanischen Probleme und keinen der afrikanischen Konflikte lösen können) regte Gaddafi ab 1999 immer wieder ihre Ersetzung durch eine am EU-Beispiel orientierte Afrikanische Union an – ebenso wie er zuvor schon (vergeblich) die Umwandlung der Arabischen Liga in eine Arabische Union angeregt hatte. Unterstützung dafür fand er vor allem beim südafrikanischen Präsidenten Nelson Mandela bzw. dessen Nachfolger Thabo Mbeki. Mit der Zusage, in der Anfangsphase die Finanzierung der Organe und Institutionen (Afrikanisches Parlament, Kommissionen etc.) zu übernehmen, überzeugte Gaddafi auch antilibysche Kritiker. Mitte 2002 wurde die AU offiziell gegründet, 2009 Gaddafi schließlich zu ihrem Präsidenten gewählt. Die Idee der Arabischen Einheit hatte er ein Jahr zuvor, auf dem 20. Gipfeltreffen der Arabischen Liga in Damaskus 2008, für endgültig gescheitert erklärt. Zuvor war der 2003 gemeinsam von Libyen und Jemen wiedervorgelegte Vorschlag einer „Arabischen Union“ (siehe oben) im Sand verlaufen.